# George Marshall
George Catlett Marshall, cunoscut, mai ales, ca George Marshall (n. 31 decembrie 1880 - d. 16 octombrie 1959) a fost un general, diplomat și politician american, distins cu Premiul Nobel pentru Pace. S-a născut în familia unui prosper om de afaceri din Pennsylvania. De mic a arătat înclinații spre o carieră militară. Astfel, el a urmat cursurile Institutului Militar din Virginia, pe care le-a absolvit în 1901. Ca tânăr ofițer a participat la Primul Război Mondial, unde s-a remarcat prin calitățile sale. După război a îndeplinit diverse misiuni în China și în SUA.

## Viață și carieră
În 1939 președintele F.D. Roosevelt l-a numit șef al Marelui Stat Major cu gradul de general. În perioada celui de-Al Doilea Război Mondial s-a remarcat în special ca membru al comisiei care a supervizat studiile asupra bombei atomice. În 1945 și-a încetat cariera militară, intrând în serviciul diplomatic. A deținut funcții importante în administrația de la Washington: secretar de stat (1947-1949). Noua sa funcție i-a permis să se înhame la realizarea programului ERP (European Recovery Program), cunoscut de acum înainte sub numele de „Planul Marshall”, care a permis să se injecteze, la început, peste cinci miliarde de dolari în ajutorarea reconstrucției Europei Occidentale. Stalin a ordonat sateliților săi din Europa de Est să nu participe. 
A fost ministru al Apărării în timpul războiului din Coreea (1950-1951). Nemulțumit de evoluția evenimentelor, în septembrie 1951 și-a prezentat demisia și s-a retras din viața publică. Peste doi ani (1953) a primit Premiul Nobel pentru Pace. În 1959, i s-a acordat Premiul Carol cel Mare. 
A încetat din viață în 1959 la Washington.